# P. C. ソーカー
P. C. ソーカー（ベンガル語表記 : পি সি সরকার, 1913年2月23日 - 1971年1月6日）は、インドの奇術師プラトル・チャンドラ・ソーカー(Protul Chandra Sorcar)の芸名である。国際的に活躍した魔術師で、1950～60年代は舞台やTVで自身のインドラヤル・ショー(Indrajal show)を演じていた。ソーカーは1971年1月6日、公演のため訪れていた日本の北海道旭川市にて、心臓発作のため58歳で死去した。
彼は、アニメーターで映画監督でありレイザリスト(laserist)のマニク・ソーカー(Manick Sorcar)とマジシャンのP. C. ソーカー・ジュニア(P.C. Sorcar, Jr.)とP. C. ソーカー・ヤング(P.C. Sorcar, Young)の父親である。

## 若年期
ベンガル地方(現在のバングラデシュ)のタンガイル県(Tangail District)アシュカプール(Ashekpur)で生まれた。シブナス(Shibnath)高校を卒業した後、彼は魔術師ガナパティ・チャクラバルティー(Ganapati Chakraborty)から初期のマジックを学習した。コルカタや日本、その他の諸外国でショーを演じていた1930年代の半ばから彼は有名になり始めた。

## 栄誉
- ジャデュー・サムラート・P. C. ソーカー・サラーニ (Jadusamrat P.C. Sorcar Sarani) :インド政府により、彼に献じて命名されたコルカタの幹線街路
- 蓮華吉祥/パドマ・シュリー (Padma Shri) : 1964年1月26日 インド大統領より授与
- ザ・スフィンクス (オスカー・オブ・マジック) : 1946年･1954年 アメリカ合衆国
- ザ・ゴールデン・ローレル : 1956年 ドイツ
- ザ・ロイアル・メダイヨン : ジャーマン・マジック・サークル

## 参照
- Indian magicians (英語)